# Skram

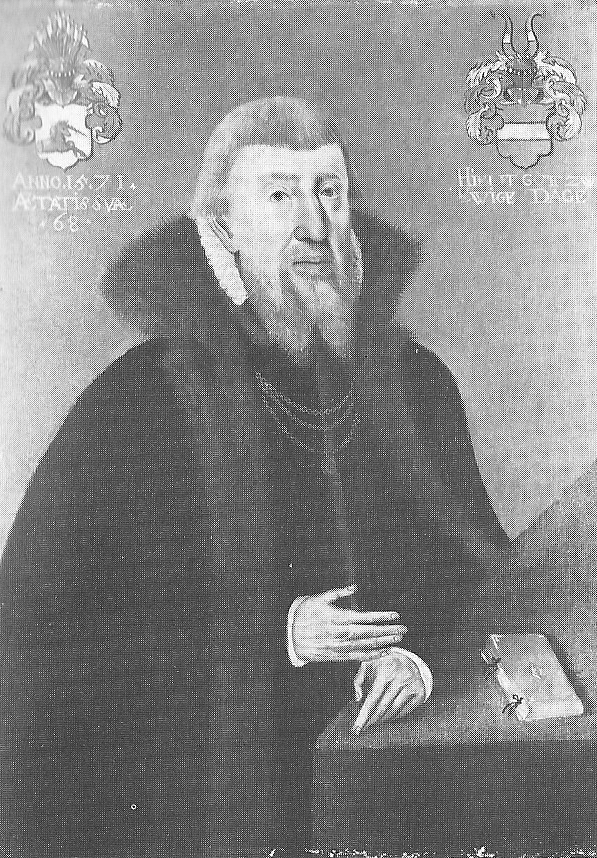
"Danmarks våghals" Peder Skram (1571)

Skram var en dansk adelsätt, vilken utslocknade under 1700-talet.
Vapen: En halv enhörning i silver på blått fält
Peder Skram är omnämnd 1315, och var far till Cecilia Pedersdotter Skram (Sidsel Skram), vilken var född 1342 och gift med  Segebod Krummedige och deras son Erik Krummedige, gift med Beata von Thienen, var Gustav Vasas farfars morfar.
Peder Skram var också möjligen far till Erik Skram. Eriks sonsonsson Christiern Skram till Urup, blev sårad i låret under slaget vid Brænde Kirke och var lam resten av sin livstid. Han skrev sitt testamente 1519. Hans son, sjöhjälten Peder Skram (cirka 1503-1581) fick 18 barn. Från Christiern Skrams bror, Ove Skram till Hammergård härstammade en yngre gren vilken fortlevde till 1722, när Valdemar Skram slöt ätten.